# Łukasz Nowak (samorządowiec)
Łukasz Nowak (ur. 6 stycznia 1982 w Tarnobrzegu) – polski samorządowiec, od 7 maja 2024 prezydent Tarnobrzega.

## Życiorys
Studiował w Wyższej Szkole Informatyki i Zarządzania w Rzeszowie, prowadzi jednoosobową działalność gospodarczą, działa w Akcji Katolickiej. Od 2015 jest przewodniczącym zarządu osiedla Siarkowiec.
Pierwszy raz w wyborach samorządowych wystartował w 2014, został wybrany na radnego miasta Tarnobrzeg z listy Prawa i Sprawiedliwości (jako kandydat bezpartyjny), zdobywając 307 głosów. W wyborach w 2018, startując z tego samego komitetu, ponownie zdobył mandat radnego (710 głosów).
1 lutego 2024 Łukasz Nowak ogłosił swój start w nadchodzących wyborach na stanowisko prezydenta Tarnobrzega. Wystartował z własnego komitetu, jednak z poparciem Prawa i Sprawiedliwości, o którego ukrywanie był oskarżany. W pierwszej turze wyborów zdobył 5040 głosów (28,94%), uzyskał również mandat radnego, zdobywając 853 głosy. W drugiej turze wyborów wygrał z urzędującym prezydentem miasta, Dariuszem Bożkiem, zdobywając 7 971 głosów (52,44%). Urząd objął 7 maja 2024, tracąc jednocześnie mandat radnego na rzecz Piotra Gospodarczyka.

## Życie prywatne
Żonaty z Moniką, ma dwóch synów. Amatorsko uprawia piłkę nożną, jest bramkarzem w klubie Koniczynka Ocice (w tym samym klubie grał również jego ojciec).